# Stenella coeruleoalba
La stenella striata (Stenella coeruleoalba, Meyen 1833) è un cetaceo odontoceto appartenente alla famiglia dei delfinidi che vive nelle acque temperate e tropicali di tutti gli oceani del mondo. Raggiunge la lunghezza di circa 2,5 m e il peso di circa 160 kg.

Si nutre di calamari e piccoli pesci e per cacciare può spingersi fino alla profondità di 200 m.
È capace di compiere spettacolari salti fuori dall'acqua e, al pari del tursiope (Tursiops truncatus), è uno dei delfini più studiati e più conosciuti.

## Distribuzione ed habitat
Le stenelle striate vivono in ambiente pelagico, in acque temperate e tropicali di praticamente tutti gli oceani. Si trovano in abbondanza nel nord Atlantico, fino a Groenlandia, Islanda, isole Isole Fær Øer e Danimarca; nel mar Mediterraneo, nel Golfo del Messico, nell'Oceano Indiano, dall'Australia all'Africa meridionale e nel Pacifico dal Giappone alle coste degli Stati Uniti.
Possono vivere in acque la cui temperatura varia dai 10 ai 26 °C, sebbene il loro optimum sia intorno ai 18-22 gradi.
Sembrano essere comuni in tutto il loro areale, sebbene esistano delle aree con una bassa densità di popolazione.
Nel Pacifico orientale il loro areale si sovrappone con quelli della Stenella longirostris e della Stenella attenuata, sebbene tendano ad essere più numerose nelle aree in cui le due specie sopra citate sono meno abbondanti.
Nel Mediterraneo vivono in acque la cui profondità supera i 100 m.

### Le Migrazioni
Alcune popolazioni di stenella striata compiono delle migrazioni che, soprattutto nel Pacifico orientale, sembrano seguire i movimenti delle correnti calde oceaniche. Nei mesi autunnali si avvicinano alla costa e in inverno scendono più a sud. In estate compiono il percorso inverso, nuotando però nelle acque più profonde e aperte.
In Mediterraneo, quando la temperatura del bacino meridionale cresce, le stenelle si spostano verso la parte settentrionale. In questo mare sono state osservate anche delle migrazioni nictemerali: di sera i delfini si avvicinano alla costa per cacciare, mentre di mattina tornano in mare aperto.

## Morfologia
Il corpo è affusolato e snello, per assicurare una maggiore idrodinamicità.
Il rostro, costituito dall'allungamento di mascella e mandibola, è lungo e sottile, ben evidente.
La pinna dorsale è arcuata e piccola e si trova circa a metà del corpo. Le pinne pettorali (flipper) sono affusolate. La pinna caudale è sottile e divisa in due lobi (flukes) da un setto molto evidente. Come in tutti i Cetacei, la pinna caudale e la pinna dorsale sono prive di ossa e sono costituite da tessuto connettivo, mentre le pinne pettorali sono costituite da ossa omologhe a quelle degli altri tetrapodi.
La fronte è nettamente separata dal rostro e il melone è piuttosto pronunciato.
I denti, presenti in numero di 50 sia sulla mascella sia sulla mandibola, sono corti e conici, del diametro di circa 3 mm e leggermente ricurvi.
Sulla sommità del capo è presente lo sfiatatoio, attraverso cui la stenella espelle l'aria respirata e la cui apertura e chiusura è dovuta a muscolatura volontaria. Quando lo sfiatatoio è aperto, è possibile osservare il setto nasale.
Anche le stenelle, al pari degli altri Cetacei, sono prive di peli.
Presenta una colorazione bianca sul ventre, grigia sui fianchi e blu sul dorso. I fianchi sono attraversati da striature longitudinali che partono dall'orecchio e raggiungono l'ano. Altre striature partono dall'occhio e raggiungono le pinne pettorali. Un'ulteriore striscia, variabile per forma e dimensioni, simile a una fiamma e di colore bianco, si estende dai fianchi fino alla base della pinna dorsale.

### Dimensioni
.

Paragone tra le dimensioni di una stenella e quelle di un essere umano

- Taglia degli adulti: da 180 a 256 cm, le femmine raggiungono dimensioni minori. Gli esemplari che vivono nel Mediterraneo sono più piccoli.
- Peso degli adulti: da 100 a 165 kg.
- Taglia alla nascita: da 80 cm ad 1 m.
- Peso alla nascita: sconosciuto[4].

Sono state osservate delle piccole differenze nella taglia degli individui delle popolazioni che vivono nell'Atlantico nord-orientale e nel Mediterraneo nord-occidentale e sud-occidentale. In genere gli animali che vivono nel Mediterraneo meridionale sono più grandi di quelli che vivono nel bacino settentrionale. Questo suggerisce l'esistenza di un certo grado di variabilità genetica tra le varie popolazioni di stenelle.

### Riconoscimento in mare
È facilmente riconoscibile anche a grandi distanze per gli spruzzi causati dai suoi numerosi e spettacolari salti. La colorazione dei fianchi la rende distinguibile dalle altre specie di delfini, anche se spesso viene confusa col delfino comune (Delphinus delphis). Nuota spesso nell'onda di prua di navi e barche ed è il delfino più frequentemente avvistato nel Santuario dei Cetacei, un tratto di mare compreso tra Liguria, Sardegna settentrionale e Francia meridionale.

## Tassonomia
La stenella striata è una delle cinque specie tradizionalmente incluse nel genere Stenella. Studi recenti hanno però mostrato come il genere Stenella sia un gruppo parafiletico. Secondo questi studi, parenti prossimi della stenella striata sono la stenella climene (Stenella clymene), il delfino comune (Delphinus delphis), la stenella maculata atlantica (Stenella frontalis) e il tursiope indo-pacificο (Tursiops aduncus).
Il nome scientifico coeruleoalba (lat., coeruleus "blu scuro"; albus "bianco") si riferisce alle caratteristiche striature bianche e blu presenti sui fianchi dell'animale.

## Ecologia

### Comportamento sociale

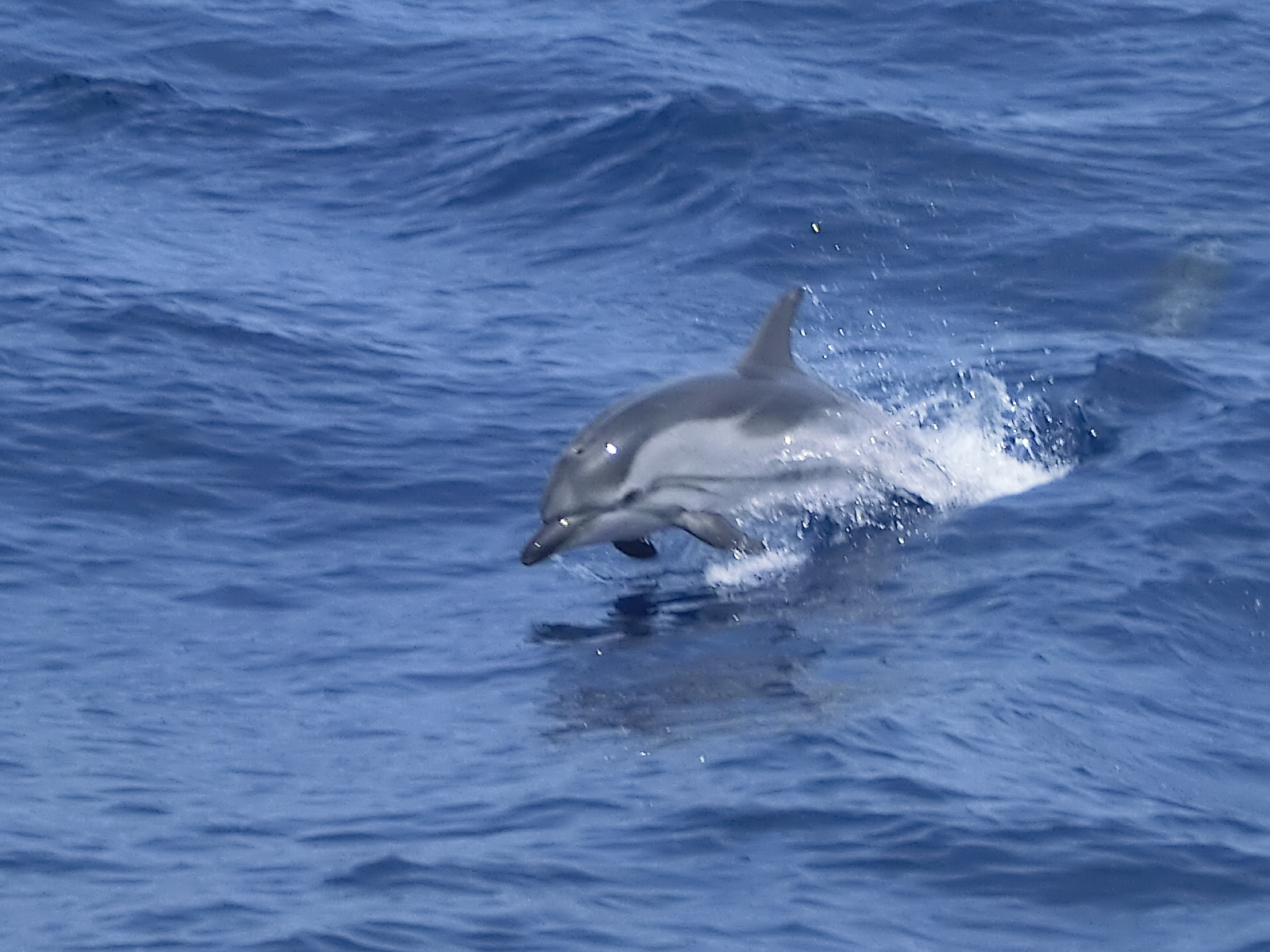
Una stenella striata nel santuario dei Cetacei al largo della Liguria

Le stenelle generalmente vivono in branchi, chiamati "scuole" (school in inglese), che possono variare nel numero di esemplari e nella composizione. Nelle acque al largo delle coste giapponesi sono stati identificati branchi composti da poco meno di 500 esemplari, anche se possono esistere scuole costituite da migliaia di unità.
Generalmente però il numero medio di esemplari in una scuola non supera i 100 individui.
Le scuole di stenelle presenti nell'Atlantico settentrionale sono composte da 10-30 esemplari e solo raramente raggiungono le 100 unità.
La stenella striata presenta dei comportamenti di superficie il cui significato non è ancora ben chiaro:
- bowriding: nuotare facendosi trasportare dall'onda di prua delle imbarcazioni o dalle onde create dalle balene;
- breaching: saltare completamente fuori dall'acqua;
- porpoising: saltare fuori dall'acqua durante il nuoto veloce;
- tailspinning: "camminare" all'indietro sulla superficie dell'acqua facendo perno sulla pinna caudale;
- tailslapping: sbattere la pinna caudale contro la superficie dell'acqua;
- flipperslapping: sbattere le pinne pettorali sulla superficie dell'acqua.

Sembra che i salti costituiscano una sorta di gioco o che aiutino gli animali a liberarsi dei parassiti, mentre tailslapping e flipperslapping sembrano essere comportamenti di sfida.

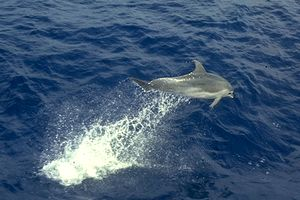
Salto di stenella

I salti compiuti dalle stenelle sono molto spettacolari e ne sono stati identificati 8 tipi:
- salto completo (full leap);
- mezzo salto (half leap)
- salto verticale (vertical leap);
- avvitamento (forward roll);
- avvitamento in superficie (surface roll);
- ensemble;
- spanciata (belly flop);
- surfing.

Gli avvitamenti possono essere con rotazione di 90° o 180°. L'ensemble consiste in un salto effettuato da due individui, in cui uno viene spinto fuori dall'acqua dall'altro.
Sono in grado di raggiungere la velocità di circa 37 km/h.

### Riproduzione
I maschi raggiungono la maturità sessuale tra i 7 ed i 15 anni, le femmine tra i 5 ed i 13.
L'accoppiamento avviene in inverno e all'inizio dell'estate nelle popolazioni del Pacifico, mentre avviene in autunno in quelle mediterranee.
La gestazione dura 12 mesi e l'intervallo tra una gestazione e l'altra è di circa 4 anni.
Lo svezzamento dura circa 16 mesi.
Nel Pacifico occidentale le scuole sono state suddivise in tre tipi diversi a seconda dei comportamenti riproduttivi:
- scuole giovanili: composte da individui giovani;
- scuole adulte: composte da individui adulti;
- scuole miste: composte da individui adulti con i loro cuccioli.

Le scuole adulte e quelle miste vengono suddivise in riproduttive e non-riproduttive; i cuccioli rimangono con gli adulti per circa 2-3 anni dopo lo svezzamento e poi si uniscono alle scuole giovanili. Poco prima del raggiungimento della maturità sessuale le femmine si riuniscono alle scuole adulte non-riproduttive, mentre i maschi sessualmente maturi si uniscono alle scuole riproduttive, in cui convergono anche le femmine mature. I maschi, dopo l'accoppiamento, possono lasciare queste scuole e unirsi alle scuole miste non riproduttive.

### Alimentazione
Si cibano prevalentemente di piccoli pesci, molluschi cefalopodi e talvolta anche crostacei, adattando la loro dieta alla disponibilità del cibo, sia per quanto riguarda la sua abbondanza sia per la sua composizione in specie.
Le popolazioni di stenella che vivono in Mediterraneo si nutrono prevalentemente di Cefalopodi, soprattutto Albraliopsis pfefferi, Onychoteuthis banksii, totani (Todarodes sagittatus) e Brachioteuthis riisei, mentre quelle oceaniche si nutrono di pesci appartenenti alla famiglia Myctophidae, la maggior parte dei quali presentano degli organi bioluminescenti e hanno una lunghezza compresa tra 60 e 300 mm.
In Sudafrica e in Giappone i delfini si spingono per cacciare fino alla profondità di 700 m.
Spesso, nelle acque del Pacifico orientale nuotano insieme ai tonni per cooperare nella pesca.

### Acustica
Poco si sa sul comportamento acustico di questi delfini.

Le stenelle producono dei suoni di frequenza compresa tra i 50 e i 150 kHz, detti click, che sono utilizzati per l'ecolocalizzazione e quindi per la caccia. Sono in grado di emettere delle serie prolungate di click, detti burst, che al nostro orecchio appaiono simili a miagolii.
Accanto a questi suoni, sono in grado di produrre anche dei fischi, di frequenza più bassa, circa 20 kHz, utilizzati per la comunicazione intraspecifica e che possono essere uditi anche a distanze molto elevate.
L'attività acustica delle stenelle sembra essere maggiore di notte, in accordo col comportamento alimentare di questi cetacei.

## Conservazione
Ad oggi, non vi sono dati certi che attestino che le popolazioni di stenelle siano in declino.
Ad ogni modo, secondo l'ACCOBAMS, le minacce cui esse sono sottoposte potrebbero portare, nell'arco di 3 generazioni (circa 60 anni), alla riduzione del 30% del numero degli esemplari.
I principali pericoli che minacciano le stenelle sono:
- Caccia: in Giappone le stenelle, al pari di altri Cetacei, vengono cacciate a scopi alimentari, in quelle che vengono considerate delle vere e proprie mattanze, spesso deprecate dall'opinione pubblica occidentale. Negli anni che vanno dal 1942 al 1960 sono stati cacciati da 13.000 a 22.000 delfini, la maggior parte dei quali erano stenelle. Negli anni successivi il numero degli esemplari cacciati è diminuito considerevolmente, fino ad arrivare a meno di 1000 esemplari cacciati negli anni ottanta[18]
Nel Mediterraneo la caccia è vietata, sebbene in alcune zone venga praticata illegalmente a scopi alimentari. In Spagna le Stenelle venivano cacciate per essere usate come esche nelle trappole per la cattura dei gamberi[17]
- Inquinamento: Alte concentrazioni di metalli pesanti, DDT e PCB, possono influire sulle capacità riproduttive di questi mammiferi. I PBC portano alla formazione di cisti all'interno degli ovari delle femmine, impedendone l'ovulazione[17].
- Pesca: Spesso i delfini rimangono accidentalmente intrappolati nelle reti da pesca, morendo per annegamento poiché sono impossibilitati a risalire in superficie per respirare.
La pesca incontrollata dei calamari e di pesci di cui si nutrono anche le stenelle può portare ad un declino delle popolazioni di questi delfini a causa della riduzione della disponibilità di prede.
- Morbillivirus: Negli anni novanta, le popolazioni mediterranee di stenelle sono state decimate a causa di un'infezione epizootica di Morbillivirus. Si pensa che questa epidemia sia stata favorita dall'indebolimento del sistema immunitario dei cetacei dovuto all'alta concentrazione di PCB riscontrata nei loro tessuti[19].